# Kabuls bibliotek
Kabuls bibliotek är ett av Afghanistans äldsta och största bibliotek. Det grundades år 1901 av kung Amanullah Khan och blev ett offentligt bibliotek år 1957. Samlingen består av omkring 200 000 böcker varav omkring hälften är skrivna på persiska, 30 procent på pashto och 20 procent på engelska.
Det finns också ett litet antal böcker på ryska franska och andra språk.